# El Dexthi San Juanico
El Dexthi San Juanico es una localidad de México localizada en el municipio de Ixmiquilpan en el estado de Hidalgo.

## Geografía
Se encuentra en la región geográfica del Valle del Mezquital. A la localidad le corresponden las coordenadas geográficas 20° 34’ 08.032” de latitud norte y 99° 14’ 08.104” de longitud oeste, con una altitud de 1821 m s. n. m. Cuenta con un clima semiseco templado.
En cuanto a fisiografía se encuentra en la provincia del Eje Neovolcánico, dentro de la subprovincia de Llanuras y Sierras de Querétaro e Hidalgo; su terreno es de lomerío. En lo que respecta a la hidrografía se encuentra posicionado en la región del Pánuco, dentro de la cuenca del río Moctezuma, y en las subcuenca del río Tula.

## Demografía
En 2020 registró una población de 541 personas, lo que corresponde al 0.55 % de la población municipal. De los cuales 260 son hombres y 281 son mujeres.
| Gráfica de evolución demográfica de El Dexthi San Juanico entre 1910 y 2020 |
|                                                                             |
| Población registrada por los censos y conteos del INEGI.                    |